# Melanesobasis bicellulare
Melanesobasis bicellulare là một loài chuồn chuồn kim trong họ Coenagrionidae.
Melanesobasis bicellulare được Donnelly miêu tả khoa học năm 1984.